# Phialophora caliciformis
Phialophora caliciformis är en svampart som beskrevs av G. Sm. 1962. Phialophora caliciformis ingår i släktet Phialophora och familjen Herpotrichiellaceae.   Inga underarter finns listade i Catalogue of Life.